# X荷
X荷（X charge）とは、素粒子物理学において、大統一理論に関連した保存量子数である。単に X とも言う。

## 概要
標準模型のゲージ群 SU(3)×SU(2)×U(1) を含む最小の単純リー群は SU(5) である。
SU(5) GUT モデル を更に拡張すると SO(10) GUT モデルとなる。
SU(5) はランク4で SO(10) はランク5なので extra U(1) が存在する。
これを U(1)X と呼び、これに対応するネーター・チャージがX荷である。
{\displaystyle SO(10)\supset SU(5)\times U(1)_{X}}
アノマリーが相殺されるようにこのX荷を決めると
{\displaystyle X{\begin{pmatrix}T\\F\\N\\\end{pmatrix}}={\begin{pmatrix}1\cdot T\\-3\cdot F\\5\cdot N\end{pmatrix}}}
となる。
GUTが破れるときに、X荷は弱超電荷に対応する SU(5) の生成子の一つと混合して、バリオン数とレプトン数の差B-Lとなる。
{\displaystyle SU(5)\times U(1)_{X}\to SU(3)\times SU(2)_{L}\times U(1)_{Y}\times U(1)_{B-L}}
{\displaystyle (B-L)={\frac {1}{5}}(X+4Y)}